# Municipio de Triumph (Nebraska)
El municipio de Triumph (en inglés: Triumph Township) es un municipio ubicado en el condado de Custer en el estado estadounidense de Nebraska. En el año 2010 tenía una población de 118 habitantes y una densidad poblacional de 0,65 personas por km².

## Geografía
El municipio de Triumph se encuentra ubicado en las coordenadas 41°21′55″N 99°59′41″O / 41.36528, -99.99472. Según la Oficina del Censo de los Estados Unidos, el municipio tiene una superficie total de 182.05 km², de la cual 182,01 km² corresponden a tierra firme y (0,02 %) 0,04 km² es agua.

## Demografía
Según el censo de 2010, había 118 personas residiendo en el municipio de Triumph. La densidad de población era de 0,65 hab./km². De los 118 habitantes, el municipio de Triumph estaba compuesto por el 97,46 % blancos y el 2,54 % eran de una mezcla de razas. Del total de la población el 0,85 % eran hispanos o latinos de cualquier raza.